# La Fille du juge d'instruction
Pour plus de détails, voir Fiche technique et Distribution.

La Fille du juge d'instruction est un film muet français réalisé par Louis Feuillade et sorti en 1911.

## Fiche technique
- Réalisation et scénario : Louis Feuillade
- Société de production : Société des Établissements L. Gaumont
- Pays : France
- Format : Muet - Noir et blanc - 1,33:1 - 35 mm
- Métrage : 280 m
- Genre : Comédie
- Durée : inconnue
- Date de sortie : 
  - France - avril 1911

## Distribution
- Jean Aymé
- Renée Carl : La mère
- René Dary : Bébé
- Suzanne Grandais
- Alphonsine Mary : Fonfon, la petite sœur de Bébé